# Mairie du 18e arrondissement de Paris

Logo de la mairie du de Paris.

La mairie du 18e arrondissement de Paris est le bâtiment qui héberge les services municipaux du 18e arrondissement de Paris, en France.
Depuis 2014, le maire d'arrondissement est Éric Lejoindre (Parti socialiste).

## Situation et accès
La mairie du 18e arrondissement est située place Jules-Joffrin. 
La mairie est accessible en transport par la ligne 12 du métro.

## Historique

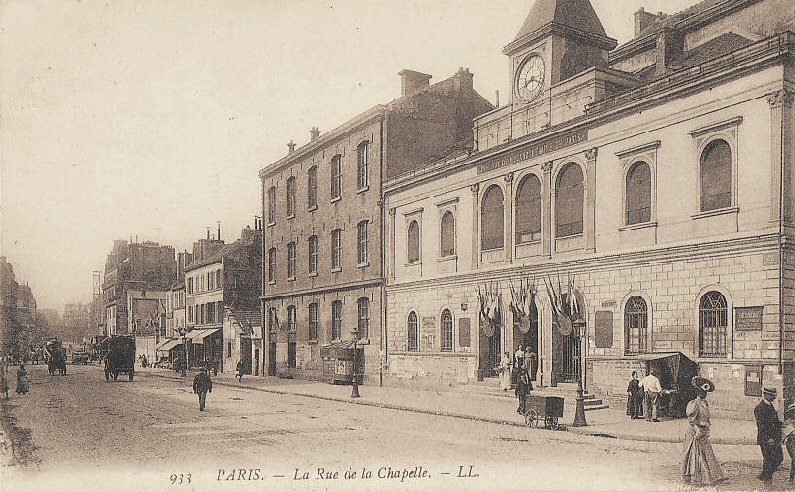
Ancienne mairie de La Chapelle, rue de la Chapelle (actuelle rue Marx-Dormoy).

Avant la création du 18e arrondissement en 1860 avec l'annexion à la capitale des communes entourant Paris, la mairie de la commune de La Chapelle se trouve à partir de 1790 au niveau de l'actuel no 14 rue de la Chapelle, de 1834 à 1845 no 11 rue du Bon-Puits (de nos jours no 14 rue de Torcy) puis de 1845 à 1860 à l'angle de l'actuelle rue Marx-Dormoy (nos 55-57) et de la rue Doudeauville, dans un bâtiment démoli en 1906 pour construire un établissement scolaire,.
La première mairie du 18e arrondissement est aménagée dans l'ancienne mairie de la commune de Montmartre, située place des Abbesses. Ce bâtiment avait été inauguré par Claude-Philibert Barthelot de Rambuteau en 1836.
Le bâtiment actuel a été conçu par l'architecte Marcellin Varcollier et construit entre 1888 et 1892, puis terminé par Léon Salleron en 1905. Il occupe l’emplacement de la ferme de Clignancourt, propriété de l’abbaye de Montmartre. L'ancienne mairie fut détruite et à son emplacement a été aménagé le square Jehan-Rictus.
L'établissement comporte une aile arrière avec à chaque extrémité des portes dédiées, une à l'Est au 31 rue Hermel pour la Justice de paix et l'autre à l'Ouest au 72 rue du Mont-Cenis pour la bibliothèque municipale.
Sous l'Occupation, lors de la rafle du Vélodrome d'Hiver de juillet 1942, un centre de regroupement de Juifs est installé dans une salle de la mairie. « Joseph Weismann s'y retrouve avec ses parents et ses deux sœurs, dans une épouvantable promiscuité » raconte Le Monde.

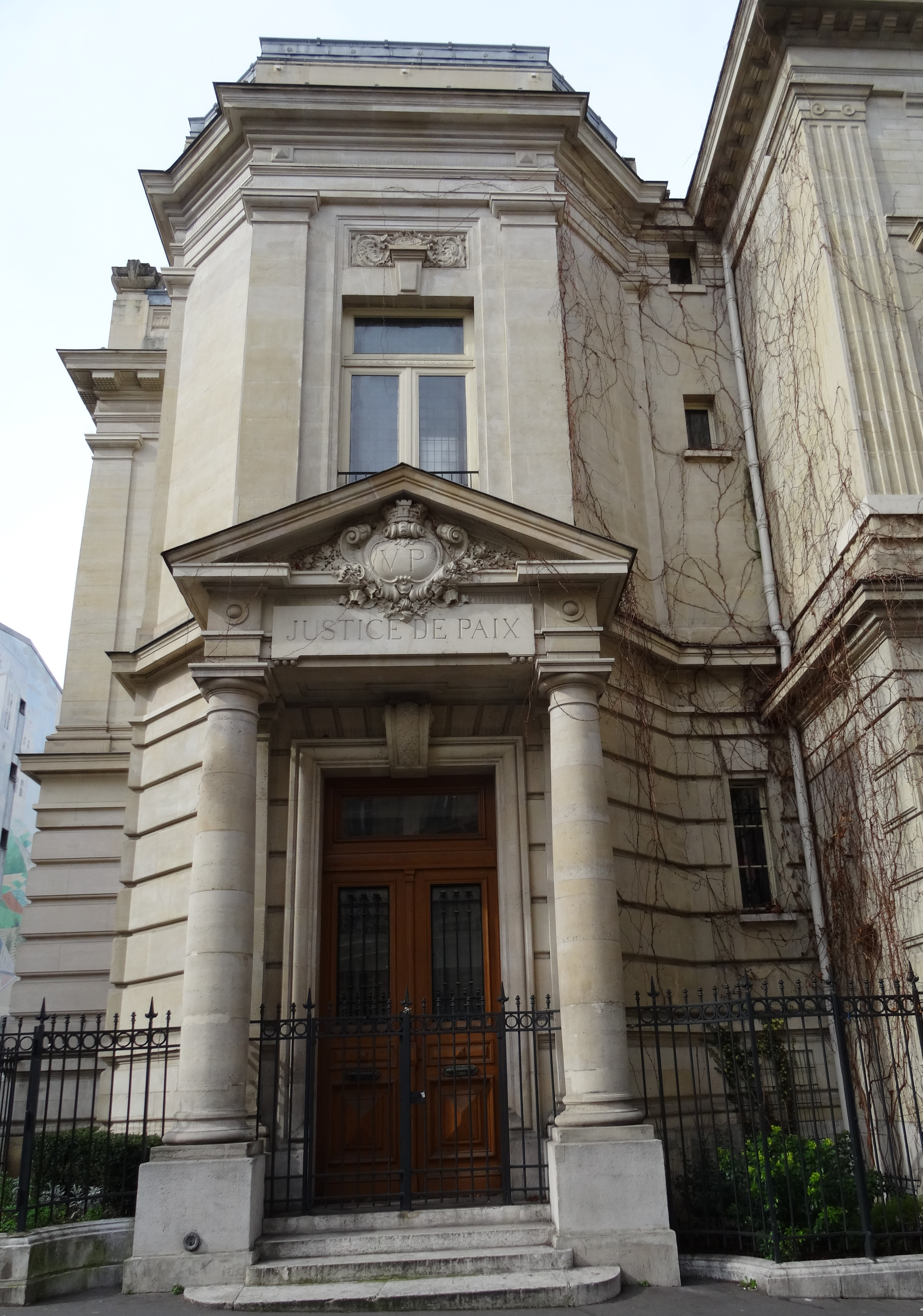
Façade Est au 31, rue Hermel avec le cartouche Justice de paix.
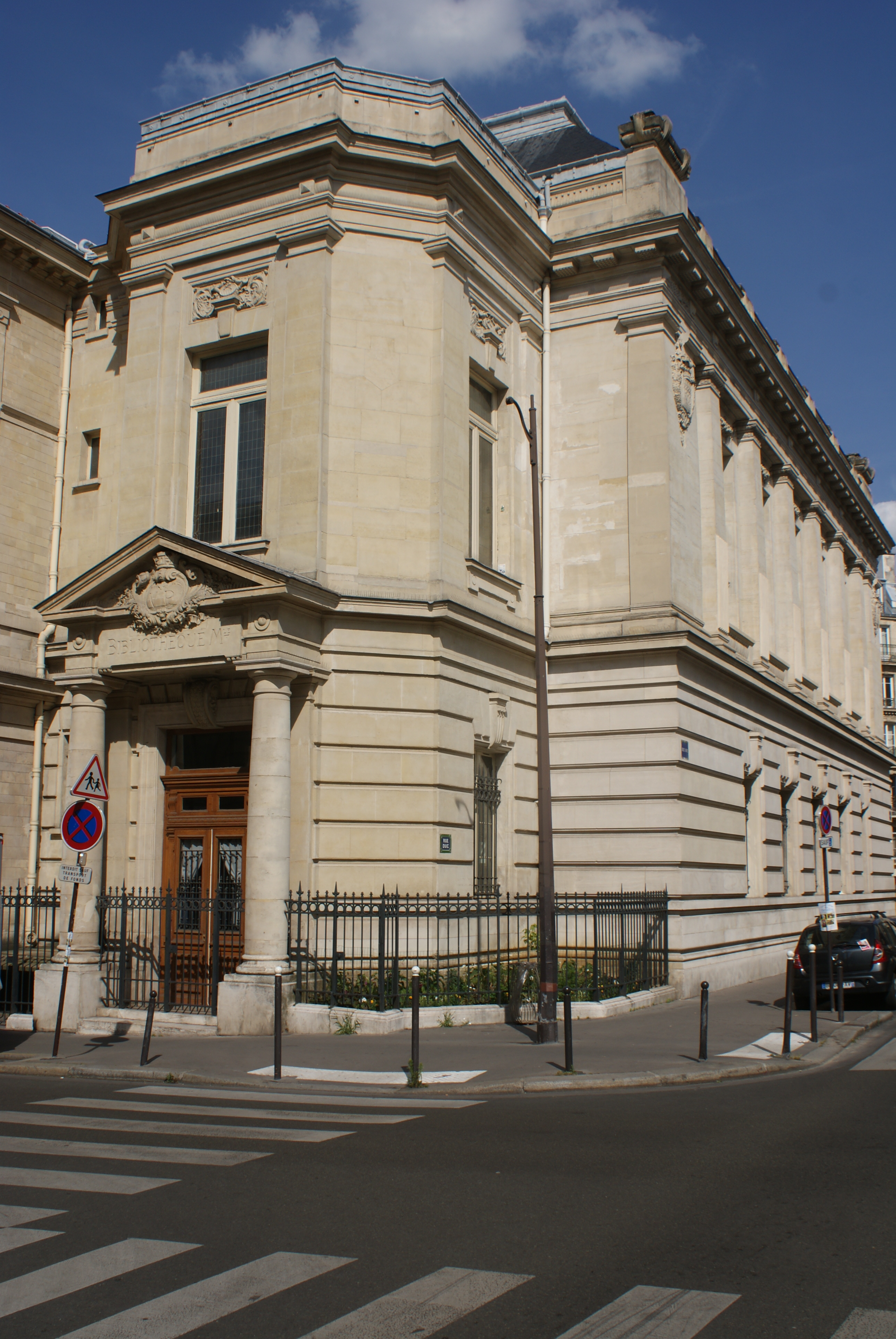
Façade Ouest au 72, rue du Mont-Cenis avec le cartouche « Bibliothèque municipale ».